# Бакота, Божо
Божо Бако́та (хорв. Božo Bakota; 1 октября 1950, Загреб — 1 октября 2015, Грац) — югославский футболист, играл на позиции атакующего полузащитника.

## Биография

### Игровая карьера
Бакота в течение девяти сезонов играл за «Загреб», в составе которого играл как в Первой, так и во Второй лиге.
В 1980 году переехал в Австрию и в течение шести сезонов играл за местный «Штурм». В составе австрийского клуба он стал одним из ключевых игроков атаки и по итогам сезона 1981/82 стал лучшим бомбардиром чемпионата Австрии, забив в том сезоне 24 гола. Всего в чемпионате страны Бакота сыграл за «Штурм» 167 матчей и забил 86 голов. В 1986 году перешёл в «Фюрстенфельд», в котором отыграл один сезон.
15 ноября 1978 года в рамках Кубка Балкан сыграл единственный матч за сборную Югославии против сборной Греции; югославы выиграли тот матч со счётом 4:1.

### Смерть
Скончался 1 октября 2015 года, не дожив 4-х дней, до своего 65-летия.